# 合羽坂

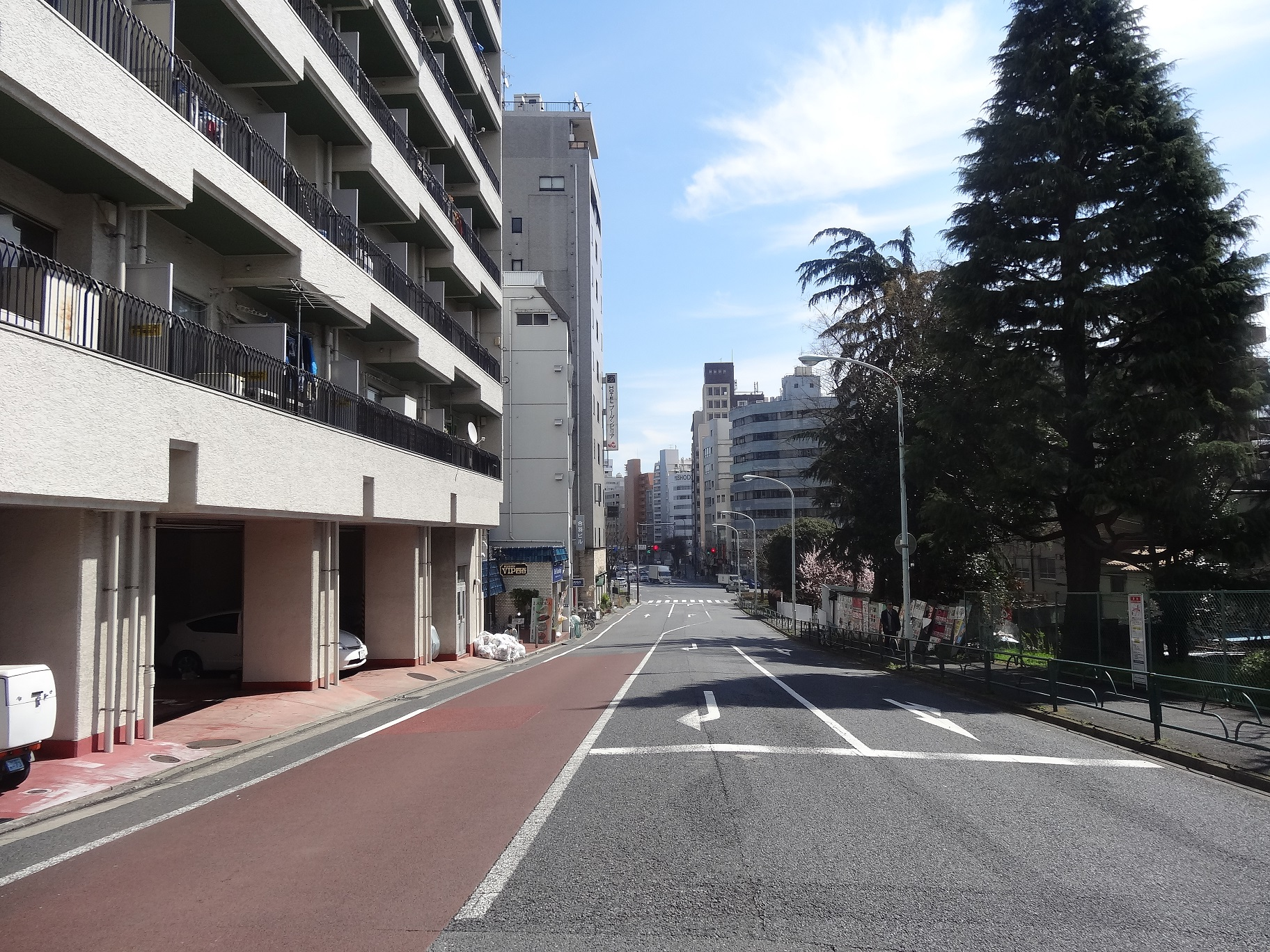
合羽坂

合羽坂（かっぱざか）は東京都新宿区片町にある坂。

## 概要
合羽坂は、靖国通りと外苑東通りが立体交差を行っている曙橋の脇にある。この坂も靖国通りと同じ東京都道302号新宿両国線に属し、靖国通り市ヶ谷方向と外苑東通りを結ぶ、靖国通りの側道として機能している。そのため、交通量は多い。
全長50mほど。片側1車線の車道と、南側にのみ歩道がある。
坂の一番上には坂の由来を示す大理石の碑が立つ。また、坂の一番下には坂名に由来する、河童を模した大理石の椅子がある。

## 由来
江戸時代、この坂の南東（合羽坂下交差点付近と思われる）に蓮池と呼ばれる大きな池があったところ、大雨が降るとこの池からカワウソが現れることがあったという。これを、周辺の住民が「この坂付近には河童が出る」と勘違いしたことに由来する。

## 経路
- 交差点（頂上） - 外苑東通り
|
合羽坂下交差点 - 靖国通り・津の守坂通り

座標: 北緯35度41分34秒 東経139度43分29秒 / 北緯35.69278度 東経139.72472度